# Temporada 1973-74 de los Golden State Warriors
La temporada 1973-74 fue la vigesimooctava de los Warriors en la NBA, y la duodécima en el Área de la Bahía de San Francisco, a donde llegaron procedentes de Filadelfia, y tercera en la ciudad de Oakland con la denominación de Golden State Warriors. La temporada regular acabó con 44 victorias y 38 derrotas, acabando en la quinta posición de la Conferencia Oeste, no logrando clasificarse para los playoffs.

## Elecciones en elDraft
| Ronda | Puesto | Jugador       | Posición | Nacionalidad   | Universidad    |
| ----- | ------ | ------------- | -------- | -------------- | -------------- |
| 1     | 11     | Kevin Joyce   | Base     | Estados Unidos | South Carolina |
| 2     | 29     | Derrek Dickey | Alero    | Estados Unidos | Cincinnati     |

## Temporada regular
| División Pacífico      | División Pacífico | División Pacífico | División Pacífico | División Pacífico | División Pacífico | División Pacífico | División Pacífico | División Pacífico |
| Equipo                 | G                 | P                 | %                 | PD                | Casa              | Fuera             | Neutral           | Div               |
| ---------------------- | ----------------- | ----------------- | ----------------- | ----------------- | ----------------- | ----------------- | ----------------- | ----------------- |
| y-Los Angeles Lakers   | 47                | 35                | .573              | –                 | 30–11             | 17–24             | –                 | 14–12             |
| Golden State Warriors  | 44                | 38                | .537              | 3                 | 23–18             | 20–20             | 1–0               | 15–11             |
| Seattle SuperSonics    | 36                | 46                | .439              | 11                | 22–19             | 14–27             | –                 | 12–14             |
| Phoenix Suns           | 30                | 52                | .366              | 17                | 24–17             | 6–34              | 0–1               | 11–15             |
| Portland Trail Blazers | 27                | 55                | .329              | 20                | 22–19             | 5–34              | 0–2               | 13–13             |

## Estadísticas
| Rk | Jugador         | Edad | P  | PT | MP   | TC   | TCI  | %TC  | TL  | TLI | %TL  | RO  | RD   | RT   | AS  | RB  | TAP | BP | FP  | PTS  |
| -- | --------------- | ---- | -- | -- | ---- | ---- | ---- | ---- | --- | --- | ---- | --- | ---- | ---- | --- | --- | --- | -- | --- | ---- |
| 1  | Nate Thurmond   | 32   | 62 |    | 39.7 | 5.0  | 11.2 | .444 | 3.1 | 4.6 | .666 | 4.0 | 10.1 | 14.2 | 2.7 | 0.7 | 2.9 |    | 2.9 | 13.0 |
| 2  | Rick Barry      | 29   | 80 |    | 36.5 | 10.0 | 21.8 | .456 | 5.2 | 5.8 | .899 | 1.3 | 5.5  | 6.8  | 6.1 | 2.1 | 0.5 |    | 3.3 | 25.1 |
| 3  | Jeff Mullins    | 31   | 77 |    | 32.4 | 7.0  | 14.9 | .473 | 2.2 | 2.5 | .875 | 1.1 | 2.5  | 3.6  | 4.0 | 0.9 | 0.3 |    | 2.8 | 16.2 |
| 4  | Cazzie Russell  | 29   | 82 |    | 31.4 | 9.0  | 18.7 | .482 | 2.5 | 3.0 | .835 | 1.7 | 2.6  | 4.3  | 2.3 | 0.7 | 0.2 |    | 2.4 | 20.5 |
| 5  | Clyde Lee       | 29   | 54 |    | 30.4 | 2.4  | 5.3  | .454 | 1.1 | 2.0 | .579 | 3.5 | 7.6  | 11.1 | 1.3 | 0.5 | 0.3 |    | 3.3 | 5.9  |
| 6  | Butch Beard     | 26   | 79 |    | 27.0 | 4.0  | 7.8  | .512 | 2.2 | 3.0 | .739 | 1.7 | 3.2  | 4.9  | 3.8 | 1.3 | 0.1 |    | 3.1 | 10.2 |
| 7  | Jim Barnett     | 29   | 77 |    | 21.9 | 4.5  | 9.8  | .464 | 2.4 | 2.9 | .814 | 1.0 | 1.9  | 2.9  | 2.7 | 0.7 | 0.1 |    | 1.9 | 11.5 |
| 8  | George Johnson  | 25   | 66 |    | 19.6 | 2.6  | 5.4  | .483 | 0.9 | 1.6 | .551 | 2.9 | 5.0  | 7.9  | 1.1 | 0.5 | 1.9 |    | 2.7 | 6.1  |
| 9  | Charles Johnson | 24   | 59 |    | 17.8 | 3.3  | 7.9  | .415 | 0.6 | 0.9 | .691 | 0.8 | 2.1  | 3.0  | 1.7 | 1.1 | 0.1 |    | 1.9 | 7.2  |
| 10 | Derrek Dickey   | 22   | 66 |    | 14.1 | 1.7  | 3.5  | .494 | 0.8 | 1.0 | .773 | 1.9 | 3.3  | 5.1  | 0.8 | 0.3 | 0.2 |    | 1.7 | 4.3  |
| 11 | Joe Ellis       | 29   | 50 |    | 10.3 | 1.2  | 3.8  | .321 | 0.4 | 0.6 | .581 | 0.7 | 1.7  | 2.4  | 0.7 | 0.7 | 0.2 |    | 1.5 | 2.8  |

## Galardones y récords
| Jugador       | Galardón                                        |
| Rick Barry    | Mejor quinteto de la NBA All-Star               |
| Nate Thurmond | 2.º Mejor quinteto defensivo de la NBA All-Star |